# O Grande Livro dos Mitos Gregos
O Grande Livro dos Mitos Gregos (em inglês, no original, The Greek Myths) é uma mitografia, um compêndio da mitologia grega, publicada em 1955, pelo poeta e escritor Robert Graves, normalmente publicado em dois volumes. Cada mito é apresentado na voz de um narrador escrevendo sob os Antoninos, como Plutarco ou Pausânias, com citações das fontes clássicas. A qualidade literária dessas recontagens é geralmente elogiada. Cada mito é seguido pela interpretação de Graves de sua origem e significado, seguindo suas teorias sobre uma religião matriarcal pré-histórica como apresentou em seu livro The White Goddess. Estas teorias e suas etimologias são rejeitadas pela erudição clássica. Graves rejeitou as críticas, argumentando que, por definição, os estudiosos clássicos faltavam "na capacidade poética para examinar a mitologia forense".

## Edições
- Robert Graves, O Grande Livro dos Mitos Gregos. (Penguin books; 1026, 1027) 2 vols. (370, 410 p; maps; índice in vol. 2) Harmondsworth: Penguin, 1955 ISBN 0-14-001026-2